# Шишко Михайло Іванович
Михайло Іванович Шишко (1890, Дісненський повіт Віленської губернії — 1939, місто Москва) — український радянський діяч, секретар Партійної колегії ЦКК КП(б)У. Кандидат у члени Центральної Контрольної Комісії КП(б)У в квітні 1923 — травні 1924 р. Член Центральної Контрольної Комісії КП(б)У в травні 1924 — грудні 1925 р. Член ВУЦВК.

## Біографія
Народився в бідній селянській родині. У трирічному віці втратив матір. З восьмирічного віку пас худобу, взимку навчався в сільській школі. У 1901 році закінчив народне училище. До 1909 року працював у сільському господарстві.
У 1909 році переїхав до міста Мітави, де працював чорноробом на цегляному заводі Трифонова. Взимку 1909 року переїхав до міста Риги, де працював робітником на фабриках і заводах, а також на будівельних роботах.
Член РСДРП(б) з 1912 року.
У 1913 році був обраний скарбником партійного осередку РСДРП(б) у місті Ризі. Збирав кошти на користь страйкуючих робітників Риги і Петрограда, був членом культурно-освітнього товариства самоосвіти, членом профспілки хімічних робітників, брав участь у багатьох страйках протесту.
У серпні 1915 року переїхав до міста Петрограда, поступив на Петроградський патронний завод, на якому пропрацював 20 днів і був звільнений, як «запідозрений в крамолі». З вересня 1915 по квітень 1916 року — робітник Петроградського заводу Сіменс і Гальске. У квітні 1916 року тиждень пропрацював робітником на заводі «Новий Лесснер» в Петрограді.
У травні 1916 — березні 1918 року — робітник Петроградського трубочного заводу.
У травні 1917 року був обраний членом бюро осередку РСДРП(б) Петроградського трубочного заводу. У кінці 1917 року обраний членом правління Віленського земляцтва в Петрограді.
У березні 1918 — березні 1919 року — член бюро Білоруської секції при Петроградському комітеті РКП(б). У 1918 році був членом колегії Білоруського відділу Народного комісаріату національностей комуни Північної області, в якому працював до ліквідації відділу.
У березні 1919 року направлений на роботу до Мінська, а звідти до міста Річиці Мінської губернії, де був обраний членом повітового партійного комітету і повітового виконавчого комітету та завідував Річицьким повітовим відділом управління.
У травні 1919 року — особливоуповноважений із ліквідації повстанського загону Струка на півдні Річицького повіту. У кінці червня — серпні 1919 року — політичний комісар звідного загону РСЧА на Польському фронті. У серпні 1919 року партійним комітетом відкликаний назад в Річицю, де і пропрацював до грудня 1919 року.
У грудні 1919 року, згідно з розпорядженням ЦК РКП(б), був мобілізований для партійної роботи в Україні і посланий в місто Чернігів.
У січні — травні 1920 року — інструктор відділу управління Чернігівського губернського виконавчого комітету.
У травні — вересні 1920 року — завідувач відділу управління Городнянського повітового революційного комітету Чернігівської губернії. З вересня 1920 року — член колегії відділу управління Чернігівського губернського виконавчого комітету.
У листопаді 1920 — травні 1921 року — завідувач відділу управління та член виконавчого комітету Чернігівського губернського виконавчого комітету.
У травні 1921 — червні 1923 року — секретар Чернігівської губернської Контрольної комісії.
У липні 1923 — вересні 1924 року — секретар Партійної колегії Центральної Контрольної Комісії (ЦКК) КП(б)У.
У вересні 1924 — травні 1925 року — слухач Вищих повторних курсів при ЦК КП(б)У в місті Харкові.
У травні — грудні 1925 року — секретар Партійної колегії Центральної Контрольної Комісії (ЦКК) КП(б)У.
У лютому 1926 — січні 1927 року — завідувач організаційного відділу Джетисуйського губернського комітету ВКП(б). У квітні, травні — липні та вересні — листопаді 1926 року тимчасово виконував обов'язки відповідального секретаря Джетисуйського губернського комітету ВКП(б). З січня 1927 року — у розпорядженні ЦК ВКП(б).
У березні — серпні 1927 року — секретар партійного комітету КП(б)У Дніпропетровських паровозних майстерень.
У вересні 1927 — квітні 1928 року — відповідальний секретар Красночечелівського районного комітету КП(б)У міста Дніпропетровська.
У квітні — жовтні 1928 року — завідувач організаційного відділу Дніпропетровського окружного комітету КП(б)У.
У листопаді 1928 — березні 1930 року — член правління тресту «Південьсталь» у місті Харкові. У березні — серпні 1930 року — уповноважений Об'єднання «Сталь» у місті Харкові.
У серпні 1930 — листопаді 1931 року — член правління Українського текстильного об'єднання в Харкові.
У листопаді 1931 — травні 1936 року — слухач Промислової академії імені Сталіна у Москві.
Помер і похований на Новодівочому цвинтарі міста Москви.